# 铁山港区
铁山港区是中国广西壮族自治区北海市所辖的一个市辖区。铁山港区成立于1994年12月17日，由原合浦县的南康镇、营盘镇析置而来。辖区总面积为394平方公里，境内名胜古迹有白龙珍珠城等。
铁山港区得名于境内的天然良港铁山港。铁山港因港湾北部有铁山村而得名。
2020年11月2日，铁山港区LNG接收站码头发生着火事故，造成6人死亡、3人重伤。

## 行政区划
铁山港区下辖3个镇：
南康镇、营盘镇和兴港镇。

## 人口
根据(广西壮族自治区)北海市第七次全国人口普查主要数据公报显示：铁山港区常住人口为145943人 ，男性人口占比53.6%，女性人口占比46.4%，年龄结构中0-14岁占比22.24%，15-59岁占比59.61%，60岁以上占比18.15%，65岁以上占比13.55%。

## 交通

### 公路
- 呼北高速、 228国道